# 余塅乡
余塅乡是中国江西省九江市修水县下辖的一个乡。

## 行政区划
余塅乡下辖：
上源村、小坪村、东坑村、余段村、茶山村。